# Iittala

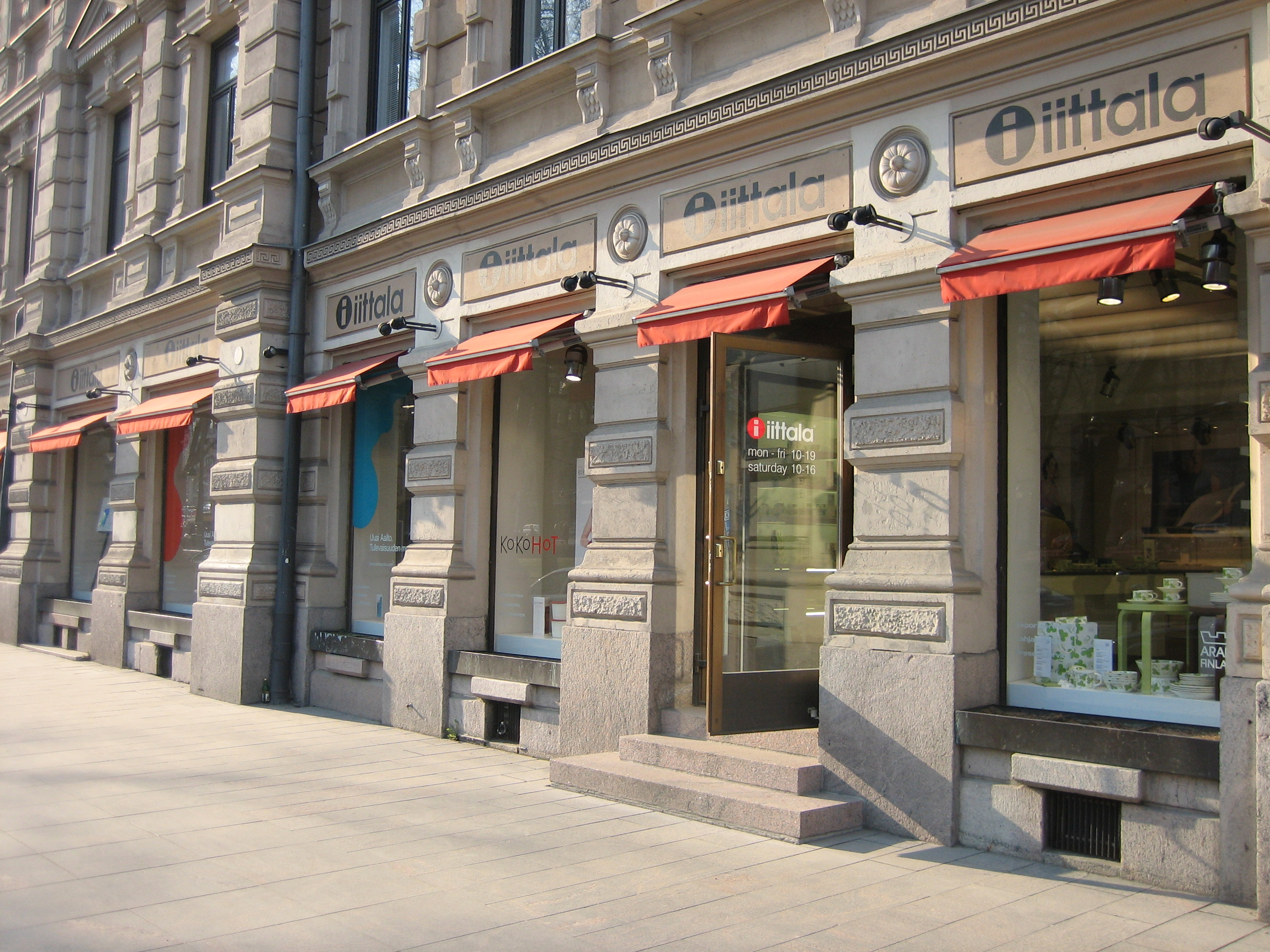
Il negozio Iittala nella centrale via Esplanadi di Helsinki

Iittala è un'azienda finlandese produttrice di articoli per la casa, parte del gruppo Fiskars.

## Storia
Iittala viene fondata nel 1881 dallo svedese Petrus Magnus Abrahamsson. In seguito viene acquisita da A. Ahlstrom, proprietario della vetreria Karhula, che fonde le due società.
A partire dagli anni venti l'azienda emerge grazie anche alle collaborazioni con importante designer. Negli anni ottanta l'azienda viene venduta a Wärtsilä, viene fusa con l'azienda Nuutajärvi, e nel 2007, come Iittala, diventa parte del gruppo Fiskars.

## Design
Iittala è nota per aver realizzato articoli secondo gli stili del moderno design scandinavo, avvalendosi di designer quali Alvar Aalto, Timo Sarpaneva, Tapio Wirkkala, Kaj Franck e Oiva Toikka.